# 戦闘技術
戦闘技術（せんとうぎじゅつ、英: Combat techniques）は、軍人が戦闘において使用する軍事的な技術である。
ここでは主に現代戦における個人の戦技について述べる。

## 概要
戦闘技術は、作戦を遂行する上で兵士が用いる技術体系である。その目的は敵を殺傷・制圧する事であり、その主な内容は火器や爆発物の効率的な運用の手法である。さらに広義には野外活動に必要な航法・衛生などの技能を含む。
教育に際しては実践での有用性と、教導の簡易性が重視される。ほとんどの兵士には複雑な専門技能を多数習得するほどの時間的余裕が与えられておらず、また高度な専門技術は特殊部隊や後方支援部隊との連携によって補うべき性質のものである。軍隊は戦闘技術以外の高度な専門技術者も多く必要とするが、兵士が戦闘技術者とそれ以外の専門技術者を兼ねる事は期待されない。
最も大きな比重が置かれるのは意志・自制心・冷静さ・判断力・知識・忍耐力などの資質を後天的に身に付ける技術である。言うまでもなく戦場は緊張状況であり、その重圧下でも任務を見失わず冷静かつ俊敏に行動するため、兵士は軍事心理学的な裏付けを伴う合理的な思考様式を構築する事が求められる。それらは戦闘技術の教導過程はもちろん、極度に規律正しい態度を強要される（いわゆる「軍隊的な」）日常生活によっても鍛え上げられる。

## 格闘術
近接格闘術は、戦闘技術では味方との連携を前提とした白兵戦を行う技術である。火器が発達した現代においても近接戦闘の局面において重要性が認められている。
所持する武器としてはナイフ、または銃剣が着剣済みの小銃を想定し、打撃・圧迫・刺突、および刺突の亜種として切断を攻撃手段として想定する。顔面に集中した感覚器官や中枢神経、骨格の関節、内臓を持つ胴体などといった人体の急所を積極的に狙い、あるいは出血や窒息によって機能不全を引き起こして敵を殺傷する事を基本とする。
武器を持たない徒手格闘では拳での突き技、手刀などの打ち技、足での蹴り技、敵への反撃を含めた受け技、喉を圧迫する絞め技、敵を地面に倒す投げ技などから構成される。

## 射撃術
射撃術は射撃、特に個人が拳銃・自動小銃・軽機関銃などの小火器を用いて行う射撃を効率的に統制する技術である。武器や戦場ごとに異なる気象・地形・距離・弾丸の初速・旋動などを考慮して照準を統制する技術が含まれる。
基礎として射撃時の姿勢から学ぶ。これは立ったまま打つ「立射」と、狙いを定めるために腰を落とす「伏射」に大別され、細分化すれば直立して肩で銃を支える「肩射ち」、小銃を脇で固定する「抱え射ち」、銃身後部を腰に当てて支える「腰射ち」、うつ伏せでの「伏射ち」、膝立ちでの「膝射ち」、しゃがんだ状態での「しゃがみ射ち」、腰を落として上から銃身を支える「屈み射ち」など。
原則として射撃時は深呼吸や筋肉の弛緩を妨げない楽な姿勢を取り、左腕で銃を支え、右手人差し指を引き金に当てる姿勢を取る。銃身は頬の高さになるよう持ち、構えている間は狙いを定める目と銃口との位置関係が変化しないように動く。可能であれば建築物や地形などに寄りかかって体を支える。

## 偽装
偽装はその場の地形などを利用して兵士の身を隠し、敵から発見されにくいように行動する技術である。生身の人間が敵の軍用銃による先制攻撃から身を守る上でほぼ唯一の対抗手段であり、兵士の生存性に大きく影響する。
偽装において隠蔽すべきものとして形状・反射光・色彩・陰影・移動が挙げられる。実例としては、立ち止まる時は物陰に隠れる事、物陰のない場所を移動する際はできるだけ匍匐して進む事、金属製装備や人間の皮膚など光沢のあるものには塗料や泥を塗ってツヤを消す事、音を立てる装備は取り外すかテープ類で固定する事、戦場の環境に合わせた色の迷彩服を着用する事、必要のない時には微動だにせず待ち続ける事、などが必要とされる。

## 野戦築城
野戦築城は戦場における土木工事の技術であり、もっぱら陣地を構築するために用いられる。地雷原の設置、偽装、射撃区域の割り振りなどに関するセオリーも含まれる。
大規模な敷設は工兵が重機を投入して行うが、歩兵も基本的な作業には精通し、必要に応じて人手で行えるような小規模な敷設を行う。
典型的な野戦築城はスコップなどで穴を掘るか土嚢を積んだ土の壁（塹壕）である。塹壕は兵士が偽装に用いる障害物であり、射撃に際して反撃から身を守る盾としても機能する。少なくともしゃがんだ（最低でも匍匐した）状態で頭まで隠れるだけの深さ・高さが必要とされる。
火力支援に際しても火砲の設置に適した地形を選び出し、なければ地面を掘り返して造成し、その上で野戦築城により火砲陣地を構築する。

## 運動
戦闘技術としての運動は、戦闘において不利な地点から脱出し、または有利な地点に移動するために兵士が行動する事である。その正否は兵士の生存性や戦闘の主導権と大きく関わっている。
原則としては塹壕・建築物・壁・斜面などの障害物や偽装を活用して最も安全な通路を選択し、敵の射界に入らないように常に注意し、敵から見て側面や後方に位置するよう移動する。迅速である事も重要であり、敵前では精密射撃を避けるために3秒から5秒以内に実施しなければならない。
具体的な方法としては地面にうつ伏せになる匍匐、突然に高速で移動する早駆け、物音を立てず静かに歩く静寂歩行に大別される。

## 爆破
爆破は爆発物を用いて敵兵を殺傷し、敵施設を破壊する作戦行動である。大規模な爆破は工兵の任務であるが、火力支援によって代替される事が多く、実戦では歩兵が現地で小規模な爆破を実施する事が多い。戦闘技術としては手榴弾・地雷の運用を主とする。
手榴弾は手で投げられる小型の爆弾であり、放物線を描くように投げ込む事で陣地などの遮蔽物に隠れている敵にも攻撃可能である。ブービートラップとして用いる事で兵士自身が発見していない敵に対する攻撃も可能とする。
地雷は道路上など地面に設置し、敵がその地域を通過する際に起爆する。防御戦闘において有用である。設置方法は地雷の種類によっても異なるが、基本的に深さ9cm程度の穴まで掘り進めた穴の底に地雷を置き、土を埋め直して偽装する。
建造物やドア、地形障害などを破壊する必要に迫られた場合、プラスチック爆薬などを用いて爆破を実施する事もある。

## 火力支援
火力支援は火砲・空爆による火力によって敵を制圧し、歩兵の任務を支援する作戦行動である。砲兵・戦車および攻撃機に割り当てられる任務であるが、歩兵も迫撃砲を携帯・配備して火力支援を行う事ができる。
実施に先立ってまず連携している歩兵部隊と連絡を取り、射撃する区域と目標を設定して射撃計画を立て、偵察によって目標の特徴・座標・標高を特定し、目標との位置関係をミル単位で数学的に算出する。射撃後も着弾観測を行って誤差を修正し、徐々に命中精度を高めていく。
それらの処理手順は事前に検討されている事が望ましい。歩兵部隊からの要請に応じて緊急で実施する事もあるが、緊急の火力支援は情報面での錯綜から正確性の維持が非常に難しく、誤爆の危険性も高い。

## 偵察
偵察は作戦地域で地形・敵情に関する情報を収集するための情報活動の一種である。斥候任務の一部である場合と、比較的安全な陣地から近隣を偵察する場合がある。
偵察の基本は生身の兵士の視覚・聴覚・嗅覚であり、これを補助するためにカメラや各種の観測機器・監視装置を利用する。偵察に携わる兵士は先入観を排除し、環境への認識能力を十分に発揮する能力が求められる。
成果を確実にするためには航法の知識も要求され、客観的な分析が可能なように地形図、スケッチ、写真、映像などを持ち帰る事も重要である。敵襲など極めて緊急性の高い案件を除いては通信による報告は行わないのが原則である。

## 斥候
斥候は敵情の不明の作戦地域において、武装した部隊によって行われる偵察・戦闘・追跡の行動である。
出発した部隊は事前の作戦計画で定められた複数の経路に散開して警戒しつつ機動、経路上の状況を確認しながら定められた集結地点へと移動する。その過程で敵と接触した場合は遭遇戦となる。

## 伏撃
伏撃は敵の部隊や陣地に対して不意に奇襲する戦闘行動である。野戦砲・迫撃砲を用いる場合の基本戦術であるが、火砲支援のない状況下では歩兵がこれを行う場合もある。事前に計画的な準備を行うのが望ましいが、不意の遭遇戦では十分な準備のないまま伏撃を強行する場合が多々ある。
理想的な状況では斥候によって目標を特定し、実行に最適な地域を選定し、必要な野戦築城と偽装を実施し、射撃統制の準備を調えておく。短時間のうちに全力を以って一斉に集中射撃を加えると同時に、敵側の伏撃に対処するために警戒部隊による防御を行う事も重要である。

## 航法
航法は目標と自身の位置を割り出し針路を選定する技術であり、主に船舶・航空機・ミサイルなどが航行するために必要とされる。戦闘技術としては野外での作戦行動に先立って地図を判読・自作する技術であり、射撃の統制においても応用される。
現代の軍用地図にはユニバーサル横メルカトル図法に基づいた座標軸が記されており、通信に際して6桁または8桁の数値で座標を容易に伝達できるようになっている。これに加えてミルを記した軍用方位磁針などを用い、方角を精密に計測する事も重要である。装備に不備がある場合は太陽や星の配置から方位を概算する場合もある。
兵士が現在位置を見失った場合、後方交会法を用いて位置を割り出す。まず地図上で確認できる目印２つを実際に発見し、自分がその目印から見てどの方角に存在するかを正確に割り出す。次に地図上でその２点から自分へと向かう直線を描けば、二つの直線の交差する地点が現在位置となる。
オリエンテーリングはスウェーデン軍が野外における行動訓練として行っていたメニューを競技化したものである。

## 通信
戦闘における部隊間の通信はその多くが電磁波による無線通信である。戦闘技術としての通信は、より高度な電子戦による戦術上の制約に強く左右される。
通信を効果的に行うためには、電磁波の性質を考慮した適切な送信地点を選定しなければならない。送電線・無線局・発電機・鉄橋などは送信を妨害する可能性があるため、200メートル程度の距離を空ける。
通信に際しての情報保全も重要である。無線通信は敵にも傍受可能であり、また受信のタイミングから三角法で送信機の位置を特定する事もできる。従って暗号を使用し、送信時間を短く抑え、可能な限り低出力で送信する事が求められる。指向性アンテナの使用はより機密性を高める事ができる。